# Liste der Naturdenkmale in der Samtgemeinde Sittensen
Die Liste der Naturdenkmale in der Samtgemeinde Sittensen nennt die Naturdenkmale in der Samtgemeinde Sittensen im Landkreis Rotenburg (Wümme) in Niedersachsen.

## Hamersen
Seit dem 1. März 2022 gibt es in der Gemeinde Hamersen diese Naturdenkmale.

| Bild | Bezeichnung                                | Ort, Lage                                   | Beschreibung | Schutzzweck | Nummer |
| ---- | ------------------------------------------ | ------------------------------------------- | --- | ----------- | ------ |
| BW   | Säulenartige Eichen-Allee nach Hanschhorst | Hanschhorst (53° 14′ 30,5″ N, 9° 29′ 24″ O) | Ca. 720 m lange Allee aus vorwiegend alten, hochgewachsenen, säulenartigen Stiel-Eichen. Die Allee ist aufgrund ihrer deutlichen säulenartigen Gestalt, ihrer Schönheit und ihrer Bedeutung für das Landschaftsbild schützenswert. Die Allee beginnt direkt nach dem Abzweig von der L130 zwischen Helvesiek und Hamersen Richtung Hanschhorst und endet nach 720 m in der Kurve zur Hausauffahrt. |             | 016    |
| BW   | Luthereiche bei Alpershausen               | (53° 15′ 15″ N, 9° 26′ 10,1″ O)             | Die Stiel-Eiche hat einen auffallend geraden Wuchs, mit einem weit in die Kronenspitze aufragenden Stamm. |             | 58     |
| BW   | Zwei Robinien in Alpershausen              | (53° 15′ 16,4″ N, 9° 26′ 16,2″ O)           | Die Gewöhnlichen Robinien sind ca. 25 m hoch und weisen Stammdurchmesser von bis zu 1,1 m auf. |             | 91     |

## Klein Meckelsen
Seit dem Mai 2019 gibt es in der Gemeinde Klein Meckelsen diese Naturdenkmale.

| Bild | Bezeichnung                             | Ort, Lage                                       | Beschreibung | Schutzzweck | Nummer |
| ---- | --------------------------------------- | ----------------------------------------------- | --- | ----------- | ------ |
| BW   | Stiel-Eiche in Klein Meckelsen          | Klein Meckelsen (53° 18′ 13″ N, 9° 27′ 9″ O)    | Gerade und relativ schmal hochgewachsene Hofeiche (Stiel-Eiche), dessen Stamm sich in ca. 10 m Höhe in mehrere aufrechte Starkäste gabelt. |             | 55     |
| BW   | Imposante Rot-Buche bei Klein Meckelsen | Klein Meckelsen (53° 19′ 4,5″ N, 9° 27′ 3,9″ O) | Sehr alte Rot-Buche mit einem Stammdurchmesser von 2 m und einem Kronendurchmesser von 30 m.                                               |             | 63     |

## Sittensen
Seit dem Mai 2019 gibt es in der Gemeinde Sittensen diese Naturdenkmale.

| Bild | Bezeichnung            | Ort, Lage                                   | Beschreibung | Schutzzweck | Nummer |
| ---- | ---------------------- | ------------------------------------------- | --- | ----------- | ------ |
| BW   | Dorflinde in Sittensen | Sittensen (53° 16′ 29,7″ N, 9° 30′ 20,7″ O) | Ca. 280 Jahre alte Holländische Linde, deren Krone bereits stark zurückgenommen wurde und deren Stamm innen hohl ist. |             | 23     |

## Vierden
Seit dem Mai 2019 gibt es in der Gemeinde Vierden diese Naturdenkmale.

| Bild | Bezeichnung                        | Ort, Lage                                  | Beschreibung                            | Schutzzweck | Nummer |
| ---- | ---------------------------------- | ------------------------------------------ | --------------------------------------- | ----------- | ------ |
| BW   | Sumpf-Porst-Vorkommen bei Ippensen | Ippensen (53° 20′ 39,5″ N, 9° 26′ 48,7″ O) | Ein ca. 6 m² großer Sumpf-Porstbestand. |             | 53     |

## Wohnste
Seit dem 1. März 2022 gibt es in der Gemeinde Wohnste diese Naturdenkmale.

| Bild | Bezeichnung                   | Ort, Lage                                      | Beschreibung | Schutzzweck | Nummer |
| ---- | ----------------------------- | ---------------------------------------------- | --- | ----------- | ------ |
| BW   | Berg-Ahorn-Allee nach Wohnste | Groß Wohnste (53° 21′ 22,7″ N, 9° 30′ 5″ O)    | Etwa 2,4 km lange Allee aus Berg-Ahornbäumen größtenteils mittleren Alters, über größere Strecken ist ein Kronenschluss vorhanden. Aufgrund der ausgeprägten Einheitlichkeit, ihrer Bedeutung für das Landschaftsbild und die Naturkunde (durch viele vorhandene Astlöcher) ist die Allee schützenswert. Die Allee erstreckt sich entlang der K 131, sie beginnt nach der Kreuzung mit der K 139 und endet in Groß Wohnste nach dem letzten Ahornbaum.                |             | 025    |
| BW   | Hänge-Birken-Allee in Wohnste | Groß Wohnste (53° 21′ 22,3″ N, 9° 31′ 14,9″ O) | Mit ca. 320 m recht kurze, aber sehr auffällige Allee aus Hänge-Birken mittleren und hohen Alters. Diese ins Auge fallende Allee ist aufgrund ihrer Bedeutung für das Ortsbild, der zum Teil alten Birkenbäume und ihrer Bedeutung für die Landeskunde (Birken prägen diesen moorigen Naturraum) schützenswert. Die Allee erstreckt sich entlang der „Wangersener Straße“ in Wohnste, sie beginnt bei Hausnummer 2 und endet kurz vor dem Abzweig „Vierdener Straße“. |             | 026    |

## Hinweis
Im Jahr 2019 wurden die Verordnungen über zahlreiche Naturdenkmale im Landkreis aufgehoben.